# Vauxhall Cavalier Mk. 1
Der Vauxhall Cavalier Mk. 1 ist ein Mittelklasse-PKW, den Vauxhall Motors im Vereinigten Königreich von 1975 bis 1981 baute.
Den Wagen gab es in drei Karosserievarianten:
- Die Limousine entspricht dem Opel Ascona B
- Das Coupé und das Kombicoupé entsprechen dem Opel Manta B

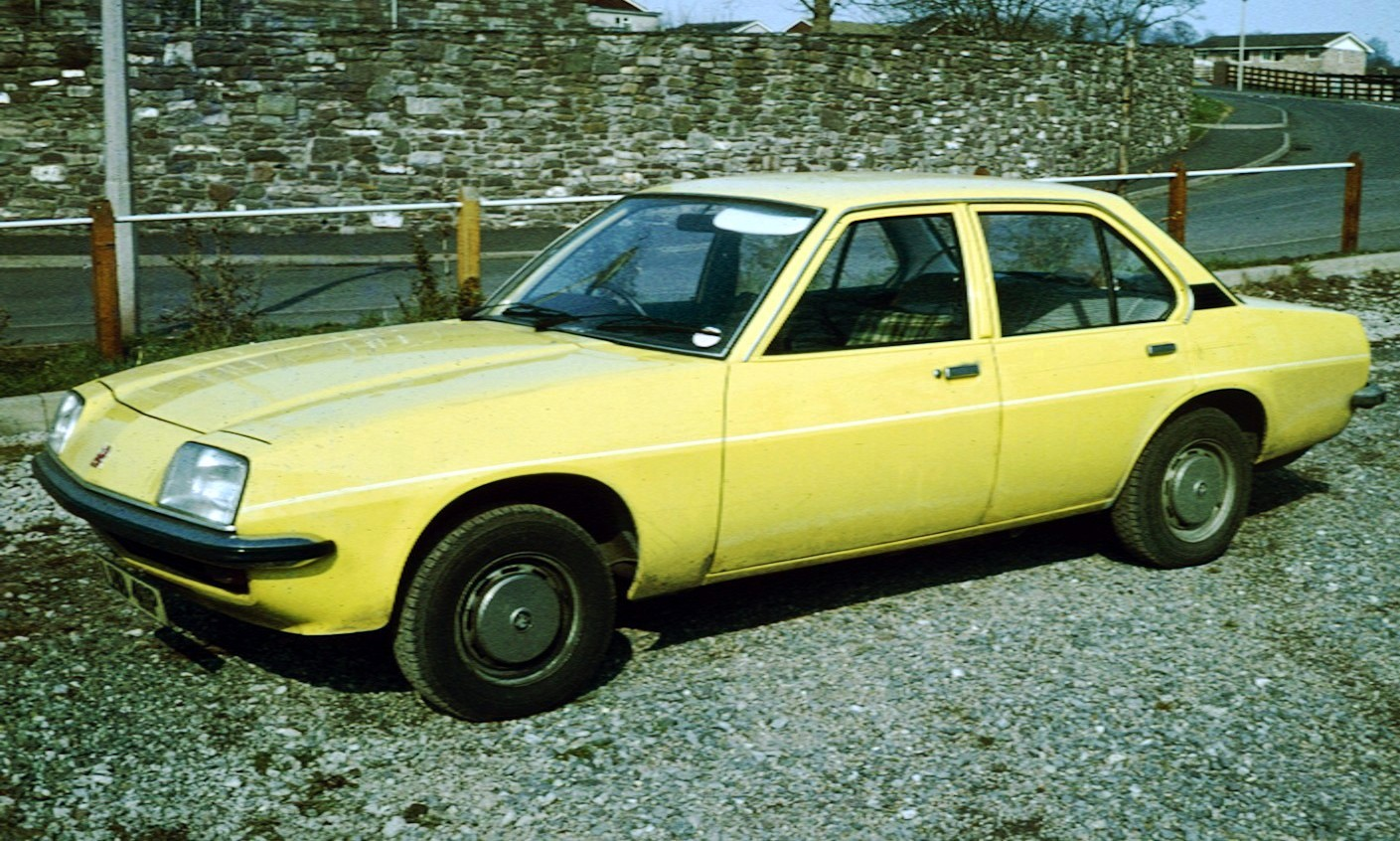
Vauxhall Cavalier Mk. 1 (1976)
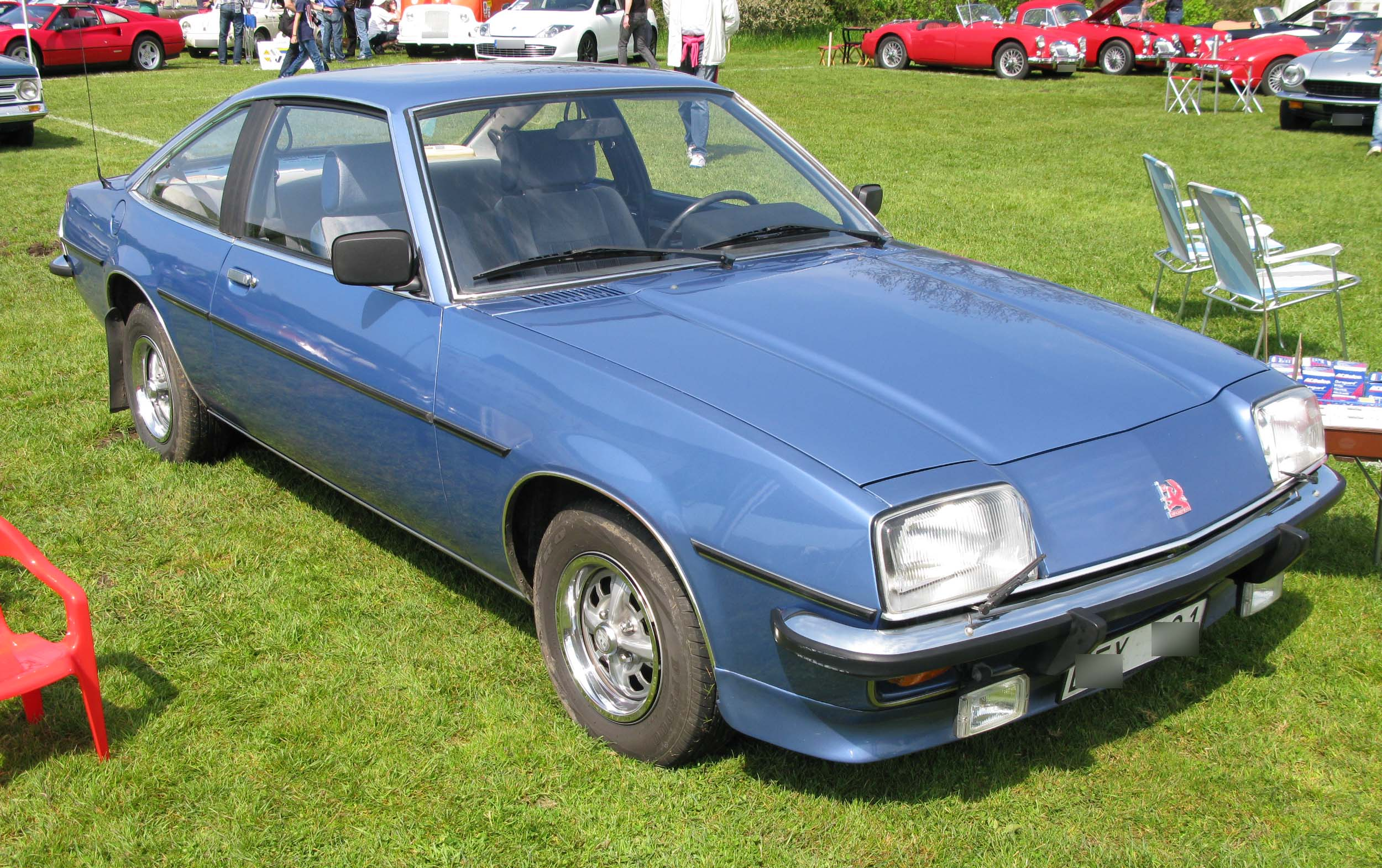
Vauxhall Cavalier Mk. 1 Coupe (1979)
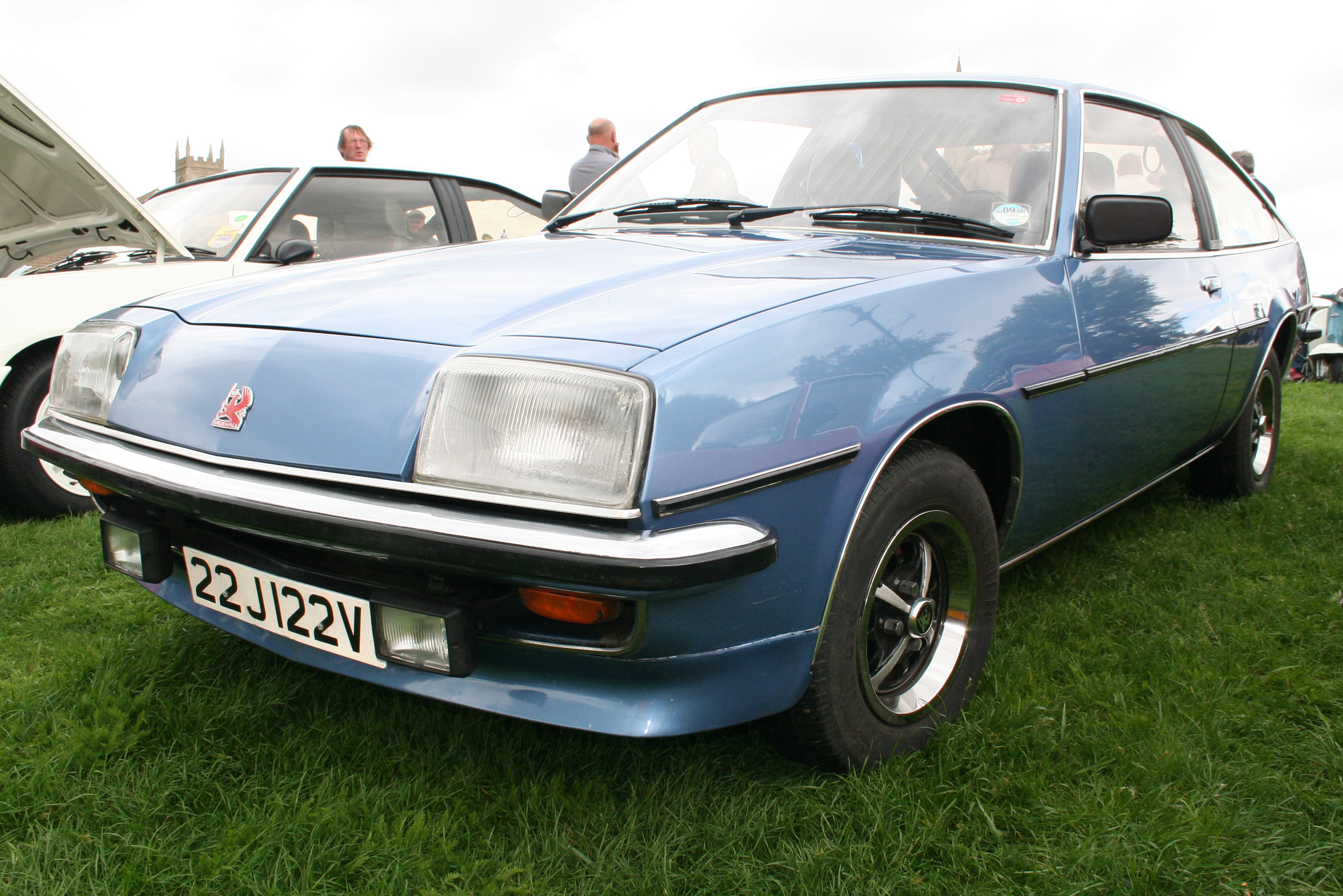
Vauxhall Cavalier Mk. 1 Hatchback

George Gallion, für den Manta zuständiger Chefdesigner bei Opel, bestätigte indirekt über Generationen plattformgleichen Fahrzeuge: die Ascona-Front lasse sich an den Manta schrauben, was auch vereinzelt gemacht wurde.